# توشیو ماتسوموتو (رقصنده)
توشیو ماتسوموتو (انگلیسی: Toshio Matsumoto؛ زادهٔ ۲۷ مهٔ ۱۹۷۵) بازیگر، و رقصنده اهل ژاپن است.